# Together – Unzertrennlich
Together – Unzertrennlich (Originaltitel Together) ist ein Mystery- und Horrorfilm, beziehungsweise  eine schwarze Komödie von Michael Shanks. Der Film mit Alison Brie, Dave Franco und Damon Herriman in den Hauptrollen ist Shanks’ Regiedebüt und feierte Ende Januar 2025 beim Sundance Film Festival seine Premiere. Ende Juli 2025 kam Together – Unzertrennlich in die US-amerikanischen und deutschen Kinos.

## Handlung
Bei einer Suchaktion nach einem vermissten Paar im Wald trinken zwei Hunde Wasser in einer unterirdischen Höhle. In der Nacht sieht ihr Besitzer im Gehege die Hunde miteinander verschmolzen.
Grundschullehrerin Millie und Musiker Tim geben vor einem Umzug eine Abschiedsparty. Dort wird Tim von Freunden eingeladen, als Gitarrist mit ihnen auf Tour zu gehen, und Millie macht ihm ohne Ring einen Antrag, auf den Tim zu lange zögernd reagiert. In dem neuen Haus angekommen findet Tim einem Geruch folgend über einer Deckenlampe Ratten, die an den Schwänzen zusammengewachsen sind. Beim Wandern verirrt sich das Paar im Regen und fällt in die unterirdische Höhle, in der sich Glocken und Kirchenbänke befinden. Wegen des Unwetters harren sie dort aus und Tim trinkt von dem Wasser der Höhle. Am Morgen kleben ihre Beine zusammen, die sie auseinanderziehen können, bevor sie herausklettern. Als Millie zur Arbeit fährt, verliert Tim in der Dusche Kontrolle über seinen Körper und wird in die Richtungen gezogen, in die Millie ihr Auto wendet. Ein Arzt gibt ihm Diazepam-Pillen als Muskelrelaxans und erzählt, dass in der Gegend ein Paar verschwunden ist, deren Facebookfotos Tim sich später ansieht. Sie erhalten Besuch von Jamie McCabe, ihrem Nachbarn und Millies Kollegen, und erzählen ihm von der Höhle. Jamie erklärt, dass dort eine Kapelle einer esoterischen Kommune eingestürzt sei. Als nach seinem Abschied das Paar sich küsst, kleben ihre Lippen kurzzeitig zusammen. Am nächsten Tag fährt Millie Tim zum Bahnhof, damit er von dort zu einem Bandauftritt fahren würde, aber er fühlt sich wieder körperlich schwach und so zu Millie angezogen, dass er stattdessen zur Schule geht. Millie versteckt ihn notgedrungen in einer Kabine der Jungentoilette, in der die beiden Sex haben, nach dem sie ineinander feststecken. Nachdem sie sich schmerzhaft befreit hat, sieht Jamie Millie, sodass sie sich herausredet und auch später zu ihm nach Hause geht, um sich zu entschuldigen. Dort gibt Jamie ihr nur Wasser zu trinken. Als sie sich ihm bezüglich Zweifeln mit Tim öffnet, ob sie sich noch lieben, erläutert Jamie ihr Platons Kugelmenschen-Geschichte. Nach diesem Mythos seien Menschen ursprünglich mit zwei Köpfen und vier Armen und Beinen geschaffen worden, bis Jupiter sie in Hälften gespaltet hat, sodass sie nun nach ihrer anderen Hälfte streben. Jamie selbst, der zwei Eheringe trägt, habe diese in seinem offenbar verstorbenen Partner gehabt.
Tim recherchiert, dass das verschwundene Paar auch in der unterirdischen Höhle gewesen sein muss und versucht Millie seine Theorie zu erläutern, dass das Wasser aus der Höhle ihre magnetische Anziehung verursacht, die mittlerweile auch Millie erfasst. Sie schlafen in getrennten Räumen an den jeweiligen Enden eines Korridors, doch in der Nacht werden ihre Körper über den Flur angezogen, bis sie sich in der Mitte treffen und ihre Hände einer Seite miteinander verschmelzen, was sie nur durch Einnahme der Pillen unterbinden können. Tim erwacht von Millie an einen Stuhl angebunden, die sie mit einer Handsäge wieder trennt. Millie will sie anschließend ins Krankenhaus fahren, aber bemerkt, dass sie ihre Autoschlüssel bei Jamie vergessen habe. Während sie zu diesem geht, geht Tim zurück in die Höhle und stößt dort auf das verschwundene Paar, unerfolgreich und grotesk verschmolzen. Millie sieht in Jamies Haus dessen Hochzeitsvideos: Er und sein Partner waren Mitglieder der Kommune, deren Symbol ein Kugelmensch war. Zu dem Vereinigungsritual gehörte, dass sie in der Höhle von dem Wasser tranken und ihre Arme aufschnitten. Der jetzige Jamie ist die Verschmelzung der beiden Partner. Er versucht Millie zu ermuntern, die Verschmelzung anzunehmen und zu vollenden, und verletzt sie am Arm wie im Video, was dem Prozess helfen soll, bevor sie flüchtet. Als Millie und Tim an ihrer Einfahrt wieder aufeinandertreffen, will Tim zuerst Selbstmord begehen, um die Verschmelzung aufzuhalten; Millie steht aber stattdessen aufgrund ihrer Armwunde kurz davor zu verbluten und wird bewusstlos. Sie erwacht im Haus und sieht, dass Tim seine Hand mit ihrem Arm verschmolzen hat, um die Blutung aufzuhalten. Die beiden akzeptieren ihr Schicksal, das unweigerlich passieren werde, und bekunden ihre Liebe. Sie tanzen nackt und umschlungen, währenddessen ihre Arme in ihre Körper verwachsen und auch ihre Gesichter ineinander verwachsen.
Am nächsten Tag, einem Sonntag, kommen wie geplant Millies Eltern zu Besuch. Die Tür öffnet ihnen eine neue, im Aussehen androgynere Person – die erfolgreiche Verschmelzung von Millie und Tim.

## Produktion

### Filmstab, Besetzung und Dreharbeiten
Regie führte Michael Shanks, der auch das Drehbuch schrieb. Bei Together handelt es sich um das Regiedebüt des australischen Filmemachers. Bekannt wurde er mit seinem Kurzfilm Rebooted und für sein Drehbuch zu Hotel Hotel Hotel Hotel, das auf der Black List der besten unverfilmten Ideen Hollywoods landete. Shanks bezeichnet Together als „Spiegelbild seiner eigenen Lebenserfahrung“. Der Film sei von seiner 16-jährigen Beziehung inspiriert, die von Verflechtung von Identität und gegenseitiger Abhängigkeit geprägt war.
Die Hauptrollen besetzte er mit Dave Franco und seiner Ehefrau Alison Brie. Sie war auch in Tod im Strandhaus in einer Hauptrolle zu sehen, dem Regiedebüt ihres Mannes. Gemeinsam treten sie auch als Produzenten von Together in Erscheinung. Der Australier Damon Herriman spielt Millies neuen Kollegen Jamie.
Die Dreharbeiten fanden im australischen Melbourne statt und dauerten ungefähr 21 Tage. Als Kameramann fungierte Germain McMicking, der in der Vergangenheit für Filme wie Berlin Syndrom von Cate Shortland, Nitram von Justin Kurzel, Mortal Kombat von Simon McQuoid und Love Me von Sam und Andy Zuchero tätig war.

### Filmmusik, Marketing und Veröffentlichung
Die Filmmusik komponierte Cornel Wilczek. Das Soundtrack-Album mit insgesamt 18 Musikstücken wurden am 1. August 2025 von Lakeshore Records als Download veröffentlicht.
Die Weltpremiere des Films fand am 26. Januar 2025 beim Sundance Film Festival statt. Dort sicherte sich das Independent-Film-Produktions- und Vertriebsunternehmen Neon die Rechte am Film. Im März 2025 wurde Together beim South by Southwest Film Festival gezeigt. Im gleichen Monat wurde der erste Teaser-Trailer vorgestellt. Im Juni 2025 wurde Together beim Sydney Film Festival gezeigt und im Juli 2025 beim Fantasia International Film Festival. Ende Juni, Anfang Juli 2025 erfolgten Vorstellungen beim Filmfest München. Am 30. Juli 2025 kam der Film in die US-amerikanischen und am darauffolgenden Tag in die deutschen Kinos. Im August 2025 wird er bei Locarno Film Festival gezeigt.

## Rezeption

### Altersfreigabe und Kritiken
In den USA erhielt der Film  ein R-Rating, was einer Freigabe ab 17 Jahren entspricht. In Deutschland wurde er von der FSK ab 16 Jahren freigegeben. In der Freigabebegründung heißt es, der Film enthalte mehrere, teils deutlich bebilderte Horrormomente, darunter Selbstverstümmelungen und körperliche Verschmelzungen, die vor allem Ekelreaktionen auslösen dürften.
Von den bei Rotten Tomatoes aufgeführten Kritiken sind 90 Prozent positiv. Bei Metacritic erhielt der Film einen Metascore von 76 von 100 möglichen Punkten.
Chase Hutchinson schreibt in seiner Kritik für The Wrap, Together beginne ähnlich wie The Thing, entwickele sich dann aber in Richtung einer alptraumhaften Slapstick-Komödie und so irgendwie zu dem Gegenteil von The Substance. Auch wenn Together im Vergleich mit anderen Body-Horror-Filmen eher blass sei, entwickele sich der Film zu einer Horror-Achterbahnfahrt und sei leichtfüßig und unterhaltsam. Die Beziehungsgeschichte sei nicht das Highlight des Films, vielleicht wolle Michael Shanks darin zum Ausdruck bringen, dass in vielen monogamen Beziehungen ein gewisses Maß an gegenseitiger Abhängigkeit steckt und Intimität einfühlsame Kompromisse erfordert, die dazu führen können, dass man einen Teil seiner Unabhängigkeit verliert.
Antje Wessels erklärt in ihrer Kritik, Together handele nicht von einer Trennung, sondern von dem lethargischen Zustand davor, aus dem Millie und Tim jedoch immer wieder ausbrechen, sei aber auch keine reine Beziehungsstudie, sondern werde alsbald zum knallharten Body-Horror-Film, der sich ähnlich radikal entlade wie vor einigen Jahren Alex Garlands Men – Was dich sucht, wird dich finden in seinem schockierend-drastischen Finale. Ab dem Moment, in dem die beiden aus dem geheimnisvollen Höhlensee trinken, werde aus Together eine bildgewaltige Metapher auf Co-Abhängigkeit, indem der Film die Illusion der unzertrennlichen körperlichen Verbindung wörtlich nimmt. Wessels resümiert, Regie-Newcomer Michael Shanks gelinge mit seinem Debüt Together – Unzertrennlich eine bildgewaltig-schaurige Metapher auf die Illusion der unzertrennlichen Verbindung zwischen zwei Menschen, und Alison Brie und Dave Franco als Real-Life-Ehepaar würden dazu beitragen, dass man dem Schicksal dieses Paares bis zum Schluss gerne zusieht.

### Auszeichnungen
Locarno Film Festival 2025
- Nominierung für den Publikumspreis (Michael Shanks)

South by Southwest Film Festival 2025
- Nominierung für den Publikumspreis – Festival Favorites (Michael Shanks)[25]

Sydney Film Festival 2025
- Nominierung als Bester Film für den Sydney Film Prize (Michael Shanks)[26]